# العلاج السلوكي المعرفي لاضطرابات الأكل
يعدّ العلاج السلوكي المعرفي (بالإنجليزية: Cognitive behavioral therapy، اختصارًا: CBT) طريقة علاجية مشتقة من كلا المدرستين المعرفية والسلوكية في علم النفس، تركز هذه الطريقة على تغيير الأفكار والأفعال بهدف معالجة الاضطرابات المختلفة. يؤكد العلاج السلوكي المعرفي لاضطرابات الأكل على التقليل من الأفكار السلبية عن شكل الجسم وتأثير الأكل عليه، ويحاول تغيير السلوكيات السلبية والمضرة الموجودة في هذه الاضطرابات والمسؤولة عن بقائها. وهو يشجع أيضًا القدرة على تحمل الأفكار والمشاعر السلبية، وكذلك القدرة على التفكير في الطعام وإدراك الجسم وفهمه بطريقة متعددة الأبعاد. لا يركز هذا العلاج على تغيير المعرفة فقط، بل أيضًا على الممارسات الملموسة أو الواقعية مثل تحقيق الأهداف وتقديم المكافأة على تحقيقها. العلاج السلوكي المعرفي هو أسلوب مركّز ومحدد زمنيًا، ما يعني أن من الضرورة الانتباه إلى أن المرضى الذين يخضعون لهذا النمط من العلاج قد تكون لديهم قضايا معينة يرغبون في معالجتها عند بدء العلاج. وقد ثبت أيضًا أن العلاج السلوكي المعرفي هو أحد أكثر المعالجات فعاليةً لاضطرابات الأكل.

## العلاج السلوكي المعرفي المعزز
يُسمى الشكل الشائع من العلاج السلوكي المعرفي المُستخدم في علاج اضطرابات الأكل والمُطوّر من قبل طبيب النفس البريطاني كريستوفر جي فيربورن خلال سبعينيات وثمانينيات القرن العشرين بالعلاج السلوكي المعرفي المُعزز (سي بي تي إي). صُمم في الأصل لعلاج النهام العُصابيّ (أو النهام العصبي) بشكل خاص، وتوسع في النهاية ليشمل علاج جميع اضطرابات الأكل. يوجد للعلاج السلوكي المعرفي المعزز نوعان، أحدهما مصمم للتعامل مع عادات الأكل بشكل خاص ويُسمى (سي بي تي إف) والآخر للمشكلات التي لا تتعلق بالأكل بشكل مباشر.
أُجريت دراسة قارنت بين نوعين مختلفين من المعالجات السلوكية المعرفية للمرضى الذين يعانون من اضطرابات الأكل، وتبين أن أحدهما ركّز على ميزات اضطرابات الأكل فقط أما الآخر -وهو نوع معقد كثيرًا في العلاج- فقد ركّز أيضًا على معالجة اضطرابات أخرى مثل تعكر المزاج والكمالية السريرية (هي سمة شخصية تتسم بكفاح الفرد لبلوغ الكمال ووضع معايير عالية جدًا للأداء) وتدني احترام الذات وتقديرها والصعوبات الموجودة في العلاقات بين الأشخاص. وقد أُجريت هذه الدراسة بمشاركة 154 مريضًا عانوا من اضطرابات في الأكل حسب التصنيف الموجود في الدليل التشخيصي والإحصائي للاضطرابات العقلية (دي إس إم – آي في). استمر العلاج لمدة 20 أسبوعًا ثم 60 أسبوعًا من المتابعة المغلقة والحثيثة، وقيست النتائج من قبل استشاريين مستقلين ليس لديهم أي فكرة حول ظروف العلاج. ونتيجة لذلك، أظهر المرضى الذين كانوا في مرحلة المراقبة تغييرًا طفيفًا في شدة الأعراض، أما المرضى الذين كانوا يخضعون للعلاج أظهروا تغييرًا جوهريًا ومساويًا حُوفظ عليه حتى خلال أسابيع المراقبة.
لم يُؤثر تشخيص اضطراب الأكل على العلاج. يبدو أن المرضى الذين عانوا بشكل ملحوظ من بعض الاضطرابات مثل تعكر المزاج أو الكمالية السريرية أو تدني احترام الذات أو صعوبات التعامل مع الآخرين يستجيبون بشكل أفضل للشكل المعقد من العلاج، أما المرضى الباقون فقد أظهروا نمطًا معاكسًا. ونتيجة لذلك، اعتبر هذان النوعان من أنسب أشكال العلاج للمرضى الذين يعانون من اضطرابات في الأكل. يُعتبر النوع الأول النوع الأكثر افتراضية والمُستهدف للعلاج، أما الثاني فهو مخصص للمرضى الذين يعانون من أمراض نفسية إضافية ملحوظة بالمقارنة مع النوع الأول.
كان هناك العديد من الأبحاث التي أُجريت لمقارنة فعالية العلاج السلوكي المعرفي على العلاج النفسي بين الأشخاص. وكانت نتيجة هذه الأبحاث هي أن العلاج السلوكي المعرفي أكثر فعاليةً في معالجة اضطرابات الأكل مقارنةً مع العلاج النفسي بين الأشخاص (العلاج النفسي البين شخصي). أظهرت إحدى الدراسات أيضًا أن العلاج النفسي بين الأشخاص قد يكون بنفس فعالية العلاج السلوكي المعرفي، لكن قد يكون الوصول إلى نتائجه وتأثيراته بطيئًا مقارنةً مع العلاج السلوكي المعرفي الذي يتسم بأنه أسرع في تحسين الأعراض لدى المرضى الذين يعانون من النهام العصابي والقهم العُصابيّ واضطراب نهم الطعام مقارنةً مع العلاج النفسي بين الأشخاص. لذلك يجب أخذ العلاج السلوكي المعرفي لمعالجة اضطرابات الأكل بعين الاعتبار أكثر من العلاج النفسي بين الأشخاص. أظهرت هذه الدراسة أن العلاج السلوكي المعرفي أكثر فعاليةً من العلاج النفسي بين الأشخاص في تعديل المواقف والسلوكيات المضطربة المتعلقة بشكل الشخص ووزنه، والمحاولات العديدة والشديدة لاتباع نظام غذائي ومحاولة التقيؤ ذاتيًا. العلاج السلوكي المعرفي هو أيضًا أكثر فعاليةً من العلاج السلوكي في تعديل المواقف والسلوكيات المضطربة السابقة، لكنه كان بنفس فعاليته في جوانب أخرى. تُشير النتائج إلى أن العلاج السلوكي المعرفي -عند تطبيقه لعلاج مرضى النهام العُصابي- يعمل من خلال آليات نوعية في هذا العلاج، وهو أكثر فعاليةً من العلاج النفسي بين الأشخاص والعلاج السلوكي المبسط.

## النهام العُصابي
وجدت دراسة أجراها المعهد الوطني البريطاني للصحة والتفوق السريري أن العلاج السلوكي المعرفي هو أفضل علاج لمرضى النهام العُصابي. يُوجه العلاج السلوكي المعرفي المُعزز عادةً على أساس شخصي أو فردي لمرضى العيادات الخارجية، ويهدف إلى مساعدة مرضى اضطرابات الأكل على العلاج باستخدام علم النفس عوضًا عن تشخيص الاضطراب بحد ذاته. وتُظهر الأبحاث أن مضادات الاكتئاب قد تكون علاجًا فعاًلا وبديلًا عن العلاج السلوكي المعرفي لمعالجة اضطرابات الأكل. ومع ذلك، أثبت العلاج السلوكي المعرفي فعاليته في علاج النهام العُصابي بشكل خاص أكثر من مضادات الاكتئاب. جمعت دراسة صغيرة أُجريت على مرضى النهام العُصابي بين استخدام العلاج السلوكي المعرفي مع استخدام العلاج الكلامي عن طريق معالِج نفسي في معالجة سلوكيات المريض المتكررة المتعلقة بنهم الطعام وتطهير معدته (تليينها) باستمرار. وتبين أن عدد حالات نهم الطعام والشراهة للأكل واللجوء إلى تطهير المعدة المتكرر انخفض من بداية العلاج إلى مرحلة ما بعد العلاج والمتابعة.

## القهم العُصابي
أُجري القليل من الأبحاث حول فعالية العلاج السلوكي المعرفي عند المرضى الذين يعانون من القهم العُصابي (فقدان الشهية العُصابي أو العصبي)، ولكن أظهرت دراسة حديثة أن سي بي تي كان فعالًا عند 60% من الأشخاص الذين خضعوا للعلاج به. وبالإضافة إلى ذلك، أفاد مركز المقاصة الإرشادي الوطني الأمريكي أن العلاج السلوكي المعرفي يمكن أن يُخفف من أعراض الاكتئاب والسلوك القهري المرتبطيَن بالقهم العصبي. ومع وصول 40 % من البالغين و60 % من المراهقين إلى وزن طبيعي لأجسامهم ومحافظتهم عليه، أثبت العلاج السلوكي المعرفي بأنه علاج عملي وفعال ومفضّل عند الأشخاص الذين يعانون من القهم العُصابي. في حالات شملت أكثر من نصف البالغين ونحو 80 % من المرضى المراهقين، تمكن المرضى من الوصول والمحافظة على الحد الأدنى من الأعراض السيكوباتية (الاضطرابات النفسية العقلية) المتبقية. يمكن للمراهقين أن يستعيدوا وزنهم الطبيعي بفعالية وسرعة أكبر بالمقارنة مع البالغين. لذلك يملكون فرصًا أفضل للحصول على معالجة فعالة من هذه البرامج العلاجية قصيرة الأمد. وبناءً على ذلك، يُوصى عند المراهقين الذين يعانون من اضطرابات الأكل بأن يأخذوا العلاج السلوكي المعرفي باعتباره أحد المداخلات النفسية المثبت فعاليتها بالأدلة من قبل هيئة الخدمات الصحية الوطنية البريطانية (إن إتش إس) «وقت الوصول والانتظار المعياري للأطفال والشباب الذين يعانون من اضطرابات الأكل».